# Jos van der Kooy
Jos van der Kooy (Rotterdam, 6 december 1951) is een Nederlandse organist.

## Loopbaan
Van der Kooy studeerde hoofdvak orgel bij Piet Kee aan het Amsterdams Conservatorium. In 1981 kreeg hij de Prix d'Excellence uitgereikt. Tevens studeerde hij koordirectie bij Jan Pasveer. Zijn studie vervolgde hij bij Daniel Roth, Hans Haselböck, Charles de Wolff en Ewald Kooiman. In 1977 werd hij winnaar van de Tournemire Prize tijdens het International Organ Festival in St. Albans (UK). In 1978 won hij de hoofdprijs van het Nationaal Orgelimprovisatieconcours in Bolsward, en in 1980 en 1981 werd hij winnaar van het Internationaal Improvisatie Concours voor Organisten te Haarlem. 
Op vijftienjarige leeftijd werd hij organist van de Gereformeerde Pniëlkerk in Amsterdam (Bos en Lommer). Van 1973 tot 1980 was hij organist en choirmaster van de Engelse kerk op het Begijnhof in Amsterdam. In 1980 werd hij benoemd tot docent aan het Conservatorium van Leeuwarden. De gelijktijdige benoeming tot organist van de Grote of Jacobijnerkerk van Leeuwarden zegde hij al direct op ten gunste van de Westerkerk te Amsterdam, waar hij in 1981 de organist werd van het Duyschot-orgel. Hij werd daar tevens cantor en richtte een cantorij op, de latere Cappella Westerkerk die tot Kerst 2018 heeft bestaan. Van 1983 tot 2004 was hij docent orgel, improvisatie en kerkmuziek aan het Conservatorium van Alkmaar en vanaf 1991 aan het Koninklijk Conservatorium in Den Haag. Ook doceert hij aan de Faculteit voor de Kunsten van de Universiteit Leiden. Daarnaast was hij jarenlang docent aan de Internationale Zomeracademie voor Organisten te Haarlem. 
In 1990 werd Van der Kooy stadsorganist van Haarlem als opvolger van zijn oud-leraar Piet Kee. Hij werd hiermee vaste bespeler van zowel het wereldberoemde hoofdorgel van Christian Müller in de Grote of Sint-Bavokerk als het Cavaillé-Coll-orgel van de Philharmonie Haarlem. In 2007 is hij Gert Oost opgevolgd als vaste bespeler van het Bätz-orgel in de Gotische Zaal van Paleis Kneuterdijk, het gebouw van de Raad van State in Den Haag.
In oktober 2017 nam hij afscheid als stadsorganist van Haarlem. Als vaste gastorganist blijft hij verbonden aan de Haarlemse stadsconcerten. Zijn werk in de Westerkerk en in het paleis Kneuterdijk zette hij voort, evenals zijn lessen aan het Koninklijk Conservatorium en de Leidse Universiteit. Ook als concerterend organist blijft hij actief in binnen- en buitenland. Sinds 2018 is Jos van der Kooy dirigent van het Stedelijk Leerdams Mannenkoor.
Na 38 jaar verruilde hij zijn positie van organist van de Westerkerk per 1 januari 2020 voor die van de Arminiuskerk in Rotterdam. Deze kerk heeft een orgel van Daniël Gerard Steenkuyl uit 1898, dat in 1978 is gerestaureerd door de orgelbouwer Jan van den Heuvel.
Van der Kooy heeft een groot en veelzijdig repertoire en is bekend om zijn improvisatiekunst en zijn inzet voor eigentijdse muziek. Hij geldt als een groot pleitbezorger van het werk van Daan Manneke. In een decennialange periode speelde Van der Kooy talloze malen diens orgelwerken, zette ze op CD, gaf hem compositieopdrachten en speelde premières. Tevens begeleidde hij, vaak in co-docentschap met de componist zelf, zijn orgelstudenten in de kennismaking met en uitvoering van de orgelwerken van Manneke.

## Onderscheidingen
- Zilveren medaille van de Société Académique Arts-Sciences-Lettres (1989)
- Vergulde medaille van de Société Académique Arts-Sciences-Lettres (2000)
- Zilveren erepenning van de gemeente Haarlem bij zijn afscheid als stadsorganist (2017)[3]